# Handball gaélique
Pour les articles homonymes, voir handball (homonymie).
Ne doit pas être confondu avec handball, handball américain ou handball frison.
Le handball gaélique (en irlandais : liathróid láimhe) est un sport similaire au racquetball et au squash. Le jeu se pratique à deux, trois ou quatre joueurs. La plus importante différence avec le squash est que les joueurs frappent la balle avec leur main recouverte d’un gant au lieu de le faire avec une raquette. On peut se servir indifféremment des deux mains.

## Règles du jeu

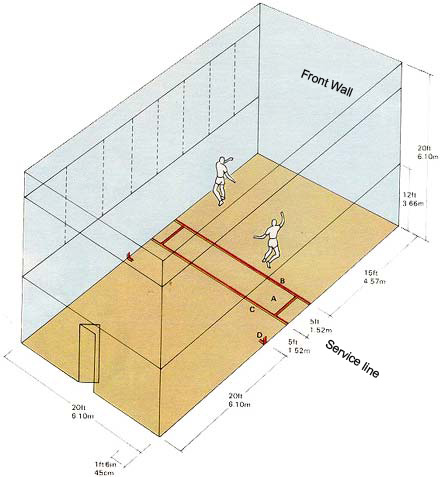
un court de handball

Le handball gaélique se joue sur un court dont les mesures sont de 12,2 mètres sur 6,1 mètres (40 pieds sur 20 pieds) avec un mur de fond de 6,1 mètres de haut contre lequel la balle doit être envoyée.
L’objectif est de marquer un set avant son adversaire. Les points sont marqués seulement par la personne qui sert.
Le handball gaélique moderne est originaire d’Irlande et d’Écosse. La plus ancienne mention de jeu de handball gaélique se trouve dans les statuts de Galway qui en 1527 interdisent de jouer à la balle contre les murs d’enceinte de la ville. Sur la côte ouest de l’Irlande, Galway était le principal centre d’échange et de commerce avec l’Espagne et plus spécialement les régions basques où le jeu similaire de pelote est pratiqué. Ces deux sports sont des adaptations du jeu de paume.

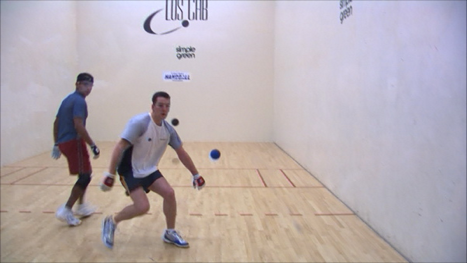
Match de handball gaélique, demi-finale du simple de l'US Open 2006

Les émigrants irlandais des XVIIIe siècle, XIXe siècle et XXe siècles ont emmené ce jeu avec eux dans de nombreux pays. Il est toujours pratiqué aux États-Unis, Canada, Mexique, Australie, Nouvelle-Zélande, et Grande-Bretagne. Aujourd’hui un championnat du monde a lieu tous les quatre ans. 
En Irlande le handball gaélique est organisé par le Conseil irlandais de handball sous les auspices de la GAA. Ses locaux se trouvent à côté de Croke Park. 